# Phangnga-öböl

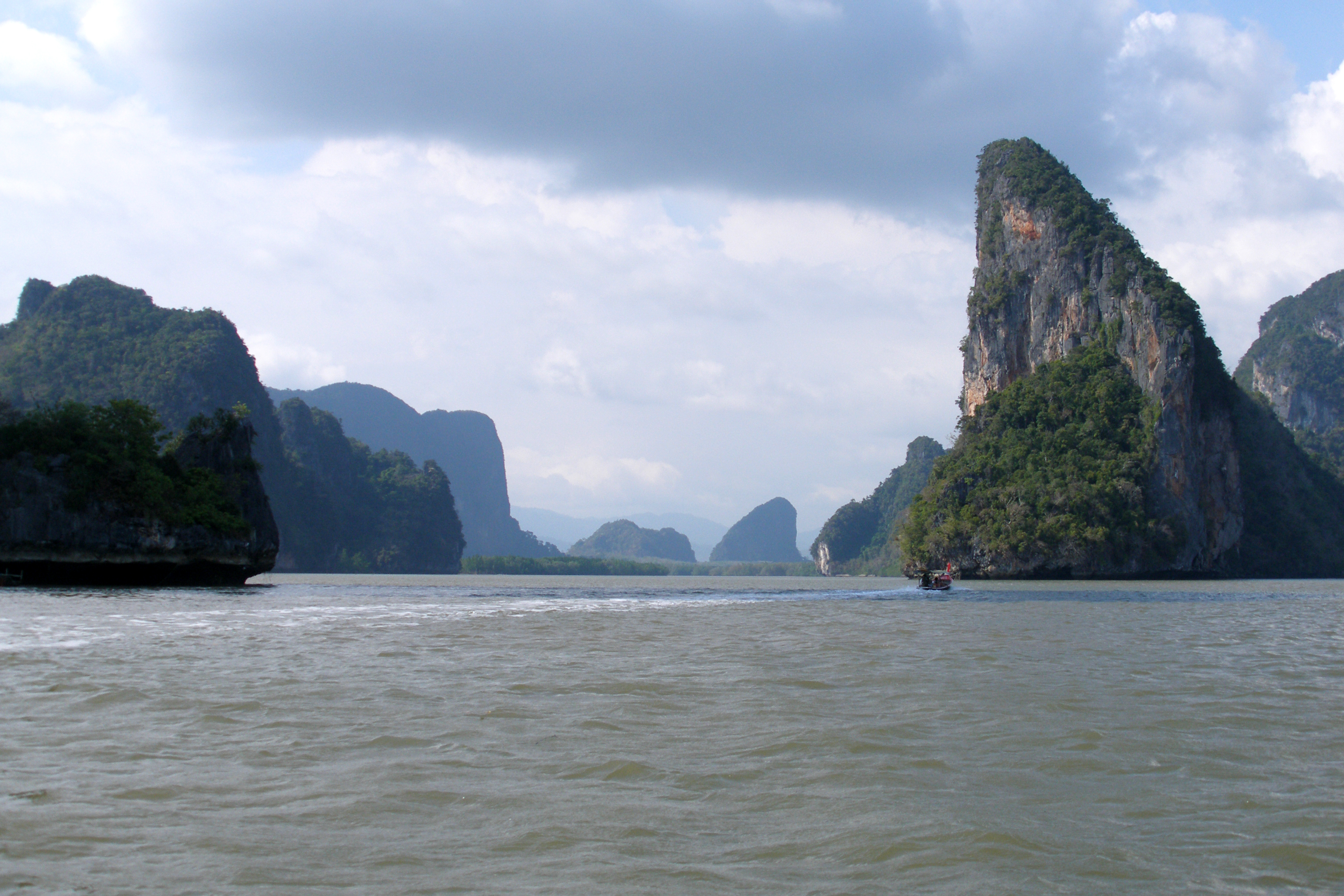
A Phangnga-öböl mészkősziklái

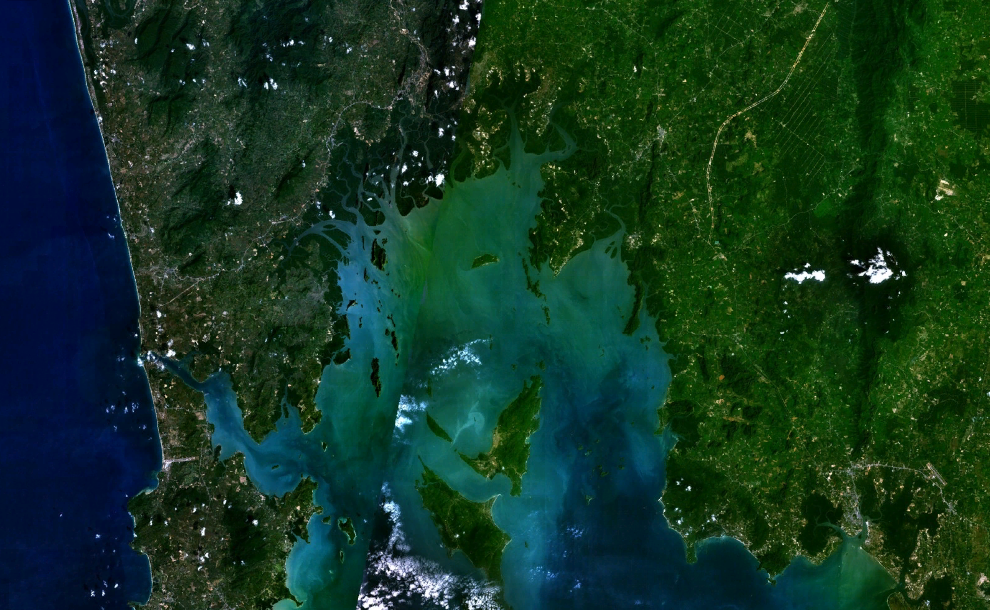
Phangnga-öböl az űrből

A Phangnga-öböl (thai nyelven: อ่าวพังงา, Au Phangnga) egy 400 km²-en elterülő öböl az Andamán-tengerben a Maláj-félsziget és Phuket szigete között, Thaiföld déli részén, Phangnga tartományban. 1981-ben az öböl nagy részét nemzeti parkká nyilvánították Au Phangnga Nemzeti Park néven. Hajókirándulások kedvelt célpontja.

## Földrajza és élővilága
A Phangnga-öböl egy sekély öböl, 42 mészkő szigettel. Északi részén több folyó is beletorkollik, az öböl és a folyók partját mangroveerdő borítja. Az esős évszak erős hullámveréseitől védve van. Több sziget mészkőszikláiban is kialakultak barlangok, amelyek közül néhányba be is lehet hajózni.
Az öböl vizében tengeri füvek és korallzátonyok élnek. Legalább 88 madár-, 82 hal-, és 18 hüllőfaj, valamint 17 emlősfaj található a területen, többek között a dugong, a fehérkezű gibbon, és a fekete rücskösfarkú disznódelfin.

## Látnivalók

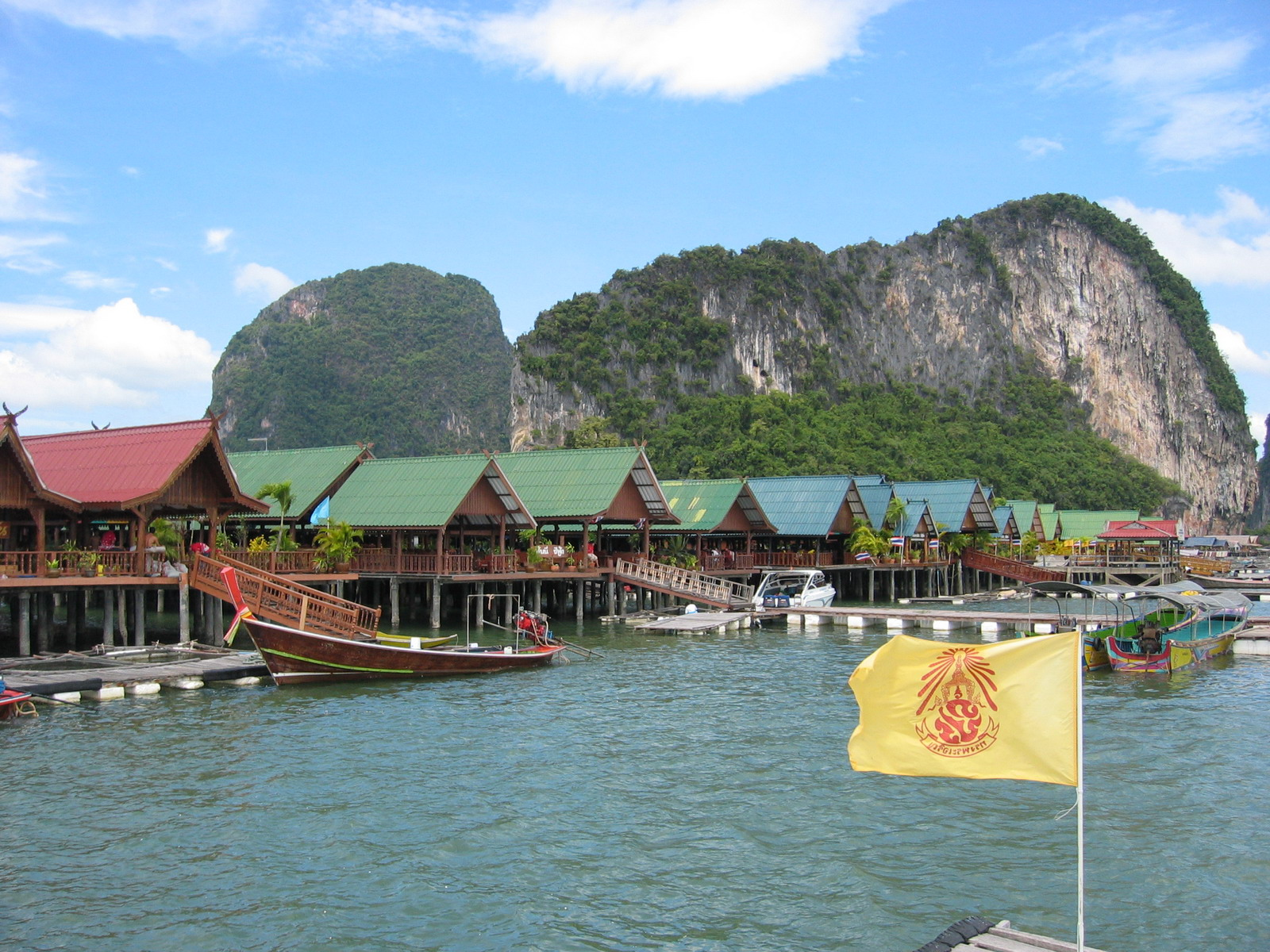
Koh Panji település

### James Bond-sziget
Az öbölre 1974-ben figyelt fel a világ, „Az aranypisztolyos férfi” című James Bond film bemutatása után. A filmben Bond a szigetek fölött repül, majd az azóta James Bondnak elnevezett szigeten száll le és küzd meg ellenfelével. A sziget feltűnő gomba alakú szikláját James Bond sziklaként említik. A szervezett hajókirándulások mindegyike érinti ezt a szigetet. Mivel a bérelt csónakokkal érkező turisták legtöbbje is ellátogat ide, a nemzeti park belépődíját is itt szedik be.

### Koh Panji
A szigeteken beépítése ma már tiltva van, de több régi település is található rajtuk. Ezek közül a leglátogatottabb Koh Panji cigány nemzetiségű, muszlim vallású falu. Itt kb. 200 évvel ezelőtt telepedtek meg a mai lakosok ősei, és építették fel cölöpökön nyugvó házaikat. Napközben turisták sokaságát látja el friss, tengeri finomságokkal, esténként pedig visszaváltozik álmos halászfaluvá.

## Fordítás
- Ez a szócikk részben vagy egészben  a   Phang Nga Bay című angol Wikipédia-szócikk ezen változatának fordításán alapul.  Az eredeti cikk szerkesztőit annak laptörténete sorolja fel. Ez a jelzés csupán a megfogalmazás eredetét és a szerzői jogokat jelzi, nem szolgál a cikkben szereplő információk forrásmegjelöléseként.